# Амбагай-хан
Амбагай-хан — 2-й хаган Монгольського ханства у 1148—1156 роках.

## Життєпис
Амбагай був сином Сенгуна Більге з племені Тайджиут і тому був правнуком Хайду, правителю Хабул-хану він був двоюрідним братом. Хабул передав владу Амбагаю, минуючи власних синів.
Коли Хабул помирав, до нього запросили татарського шамана, але той так і не зміг допомогти помираючому. Через це родичі Хабула вбили татарина. Правителі династії Цзинь побачили в цьому вбивстві можливість зіштовхнути одних кочівників проти інших та тим самим зупинити їх експансію. Оскільки монголи на той момент вважалися більш небезпечними, цзинські правителі вирішили підтримати татар.
Амбагай посватав свою дочку за вождя татар-айриудів і буйрудів, які кочували в долині Уршиуна між озерами Колен та Буїр. Коли він їхав з дочкою до жениха, татарське плем'я чжуїнів напало на нього, захопило та доставило в Чжунду. Хайлин-ван, що в той час був правителем Цзинь, наказав стратити Амбагая, прибивши його цвяхами до дерев'яного віслюка. Перед смертю Амбагай встигнув відправити гінця до Хутула (сина Хабула) та власних дітей, який передав його передсмертну волю про помсту татарам.
Півстоліття потому Чингісхан використав страту Амбагая цзиньцями як один з приводів для війни проти Цзинь.